# Będzymin

Będzymin (prononciation : [bɛnˈd͡zɨmin]) est un village polonais de la gmina de Żuromin dans le powiat de Żuromin de la voïvodie de Mazovie dans le centre-est de la Pologne.
Il se situe à environ 5 kilomètres à l'ouest de Żuromin (siège de la gmina et de la powiat) et 123 kilomètres au nord-ouest de Varsovie (capitale de la Pologne).
Le village possède une population d'environ 200 habitants en 2007.

## Histoire
De 1975 à 1998, le village appartenait administrativement à la voïvodie de Ciechanów.